# Malcolm R. Patterson

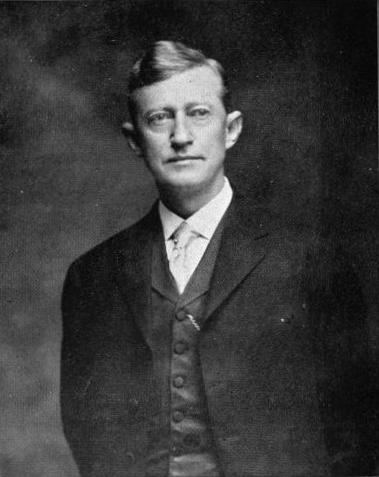
Malcom R. Patterson

Malcolm Rice Patterson (* 7. Juni 1861 in Somerville, Morgan County, Alabama; † 8. März 1935 in Sarasota, Florida) war ein US-amerikanischer Politiker und der 34. Gouverneur des Bundesstaates Tennessee.

## Frühe Jahre und politischer Aufstieg
Im Alter von elf Jahren kam Malcolm Patterson mit seinen Eltern nach Memphis, Tennessee. Er besuchte das Christian Brother College und die Vanderbilt University, wo er Jura studierte. 1883 wurde er als Anwalt zugelassen, worauf er in Memphis als Rechtsanwalt tätig wurde. Zwischen 1894 und 1900 war er Bezirksstaatsanwalt für das Shelby County.

## Gouverneur von Tennessee
Der Demokrat Patterson wurde im Jahr 1900 in das US-Repräsentantenhaus gewählt und behielt dort seinen Sitz bis zum November 1906. Die Demokratische Partei hatte den bisherigen Gouverneur von Tennessee, John I. Cox, nicht mehr nominiert und sich für Patterson entschieden. Dieser gewann diese Wahl ebenso wie zwei Jahre später die Wiederwahl. Damit war er insgesamt vier Jahre Gouverneur von Tennessee (1907 bis 1911).
Als Gouverneur setzte er sich für den weiteren Ausbau des öffentlichen Schulsystems ein, gründete eine Kommission zum Ausbau des Straßennetzes (State Highway Commission) und verbot öffentliche Hinrichtungen. Er beendete mit Hilfe der Miliz eine gewalttätige Revolte um Fischereirechte am Reelfoot Lake. Die Aufrührer wurden verhaftet und teilweise zum Tode verurteilt. Die schnelle Erledigung dieser Angelegenheit verhalf ihm 1908 zur Wiederwahl. Seine zweite Amtszeit war überschattet von dem Konflikt um ein Prohibitionsgesetz. Patterson war gegen ein solches Gesetz und legte sein Veto ein, das aber vom Kongress des Landes überstimmt wurde. Schwierig wurde es für den Gouverneur, als er den verurteilten Mörder Duncan Cooper begnadigte, einen politischen Weggefährten, dessen Sohn – vermeintlich auf Coopers Geheiß hin – Edward W. Carmack, Pattersons Gegner bei der Gouverneurswahl 1908 und Befürworter der Prohibition, erschossen hatte. Seine Gegner bezichtigten den Gouverneur sogar der Mittäterschaft, was allerdings nicht bewiesen werden konnte. Die Angelegenheit löste einen Skandal aus. Die Kritik an Patterson wuchs. Man warf ihm generell vor, zu großzügig mit Begnadigungen umzugehen und führte an, er habe in den vier Jahren seiner Amtszeit über 14 Kriminelle begnadigt. Viele seiner Gegner betrachteten ihn als Hindernis auf dem Weg zu erfolgreichen Reformen. Angesichts dieser Opposition auch innerhalb seiner eigenen Partei verzichtete Patterson 1908 auf eine erneute Kandidatur.

## Lebensabend und Tod
Nach dem Ende seiner Amtszeit änderte er seine politische Haltung bezüglich der Prohibition und wurde zu einem Verfechter eines entsprechenden Gesetzes. Er wurde wieder Anwalt in Memphis. 1915 bewarb er sich erfolglos um einen Sitz im US-Senat. Von 1923 bis 1934 war er Richter im Shelby County und 1932 kandidierte er noch einmal erfolglos für das Amt des Gouverneurs von Tennessee. Er starb am 8. März 1935 während eines Besuches in Florida.
Patterson war mit Mary Russell Gardner verheiratet, mit der er vier Kinder hatte.